# Bad Goisern am Hallstättersee
Bad Goisern am Hallstättersee es una localidad del distrito de Gmunden, en el estado de Alta Austria, Austria, con una población estimada a principio del año 2018 de 7450 habitantes. 
Se encuentra ubicada al sur del estado, a poca distancia de las fronteras con los estados de Salzburgo y Estiria.

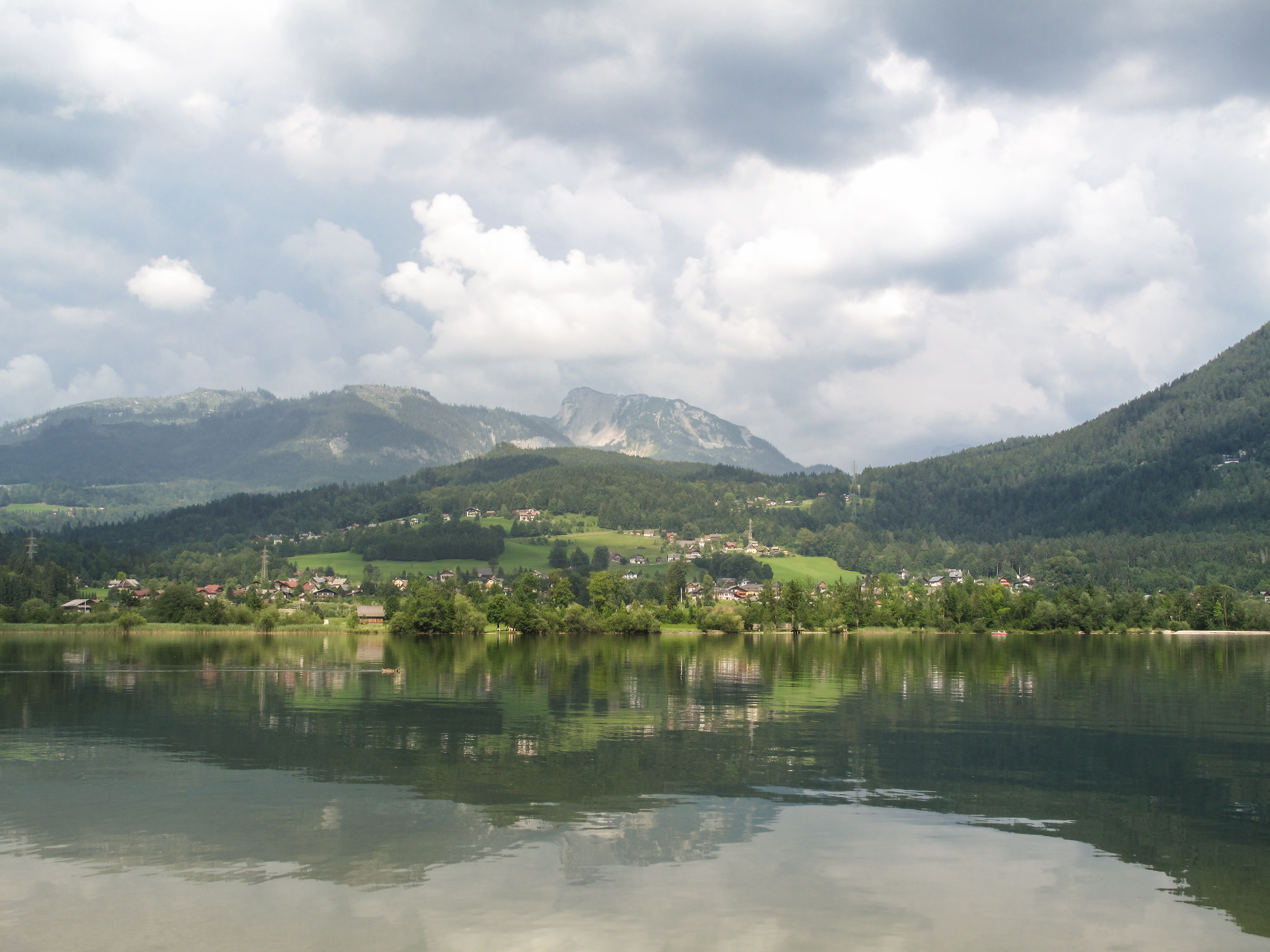
Vista del pueblo Untersee

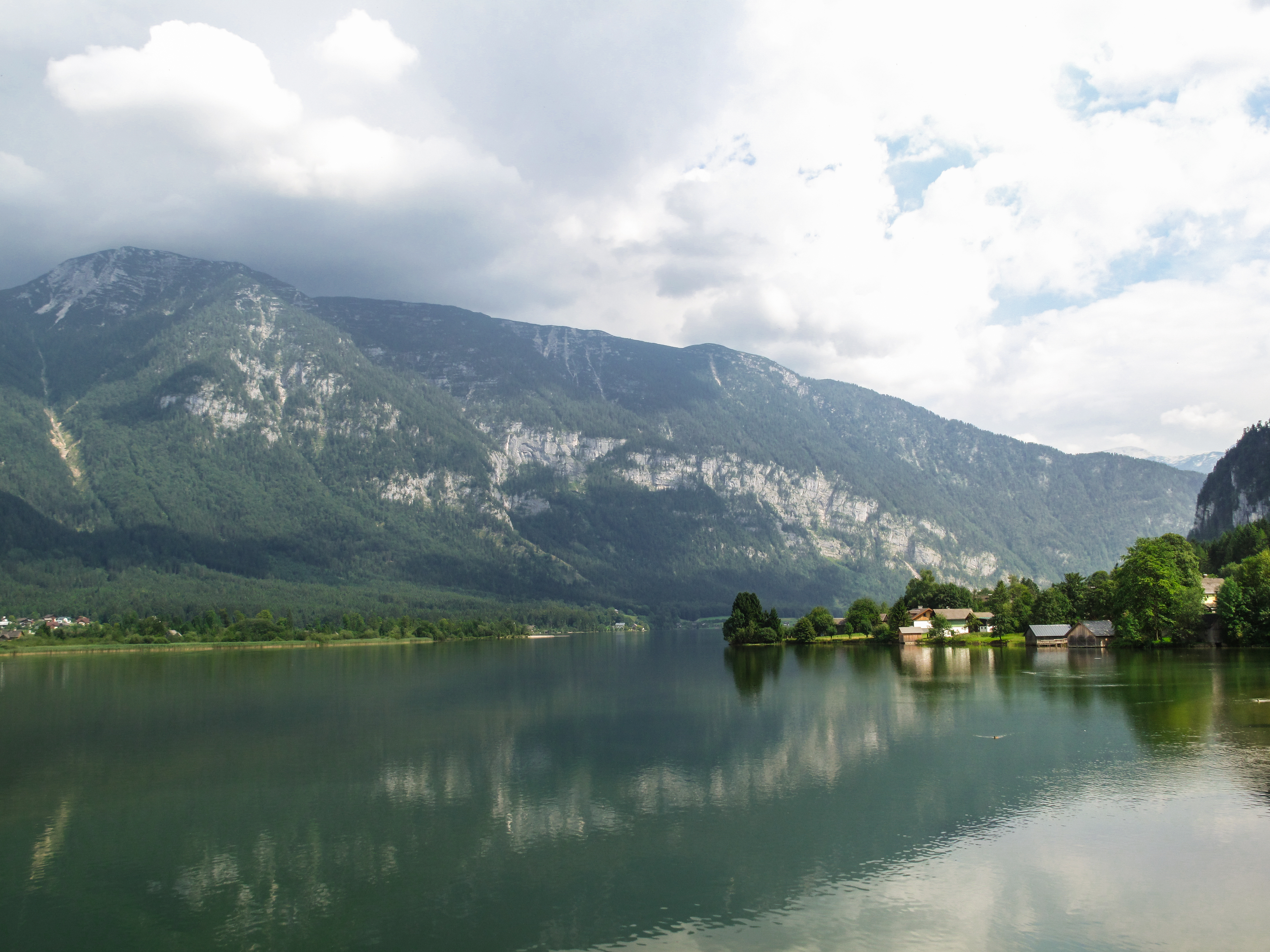
El rio Traun entre Au y Steeg